# Spacewar!

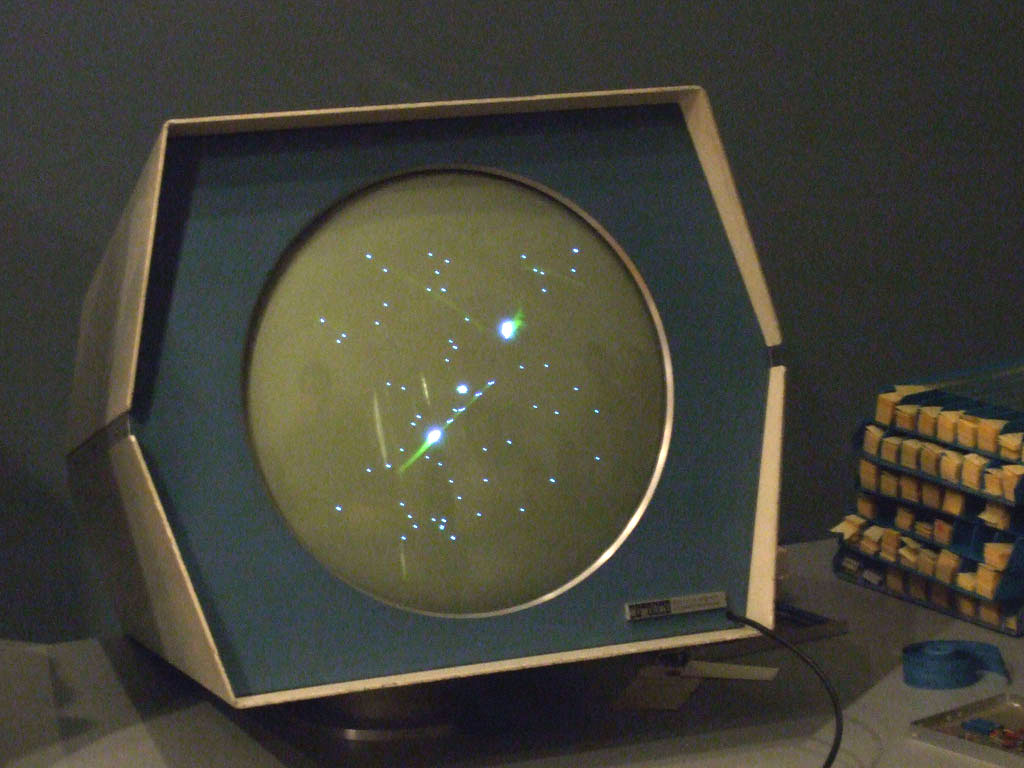
Spacewar al Computer History Museum's PDP-1 l'any 2007

Spacewar! és un videojoc espacial creat per Steve Russell l'any 1962, amb col·laboració de Martin Graetz i Wayne Wiitanen, entre d'altres. Spacewar! va ser molt popular dins la comunitat de programadors a la dècada de 1960 i ha inspirat molts altres jocs electrònics, com ara els primers jocs d'arcade de la història com Galaxy Game o Computer Space (1971), i jocs posteriors, com Asteroids (1979). El 2007, Spacewar! va entrar el rànquing dels deu vídeojocs més importants de tota la història del vídeojoc.

## Context
Durant la dècada dels cinquanta, es van crear alguns jocs d'ordinador per dur a terme l'experimentació i la demostració de la potència del càlcul; és a dir, es van crear vídeojocs amb una funció acadèmica i seguint un programa d'investigació per comprovar i veure com podien funcionar els ordinadors. Alguns programadors, però, van adonar-se que a part de tenir una funció acadèmica, aquests jocs també tenien una funció lúdica i que estaven destinats a l'entreteniment, sobretot dirigits a estudiants graduats i empleats de la universitat, com els de l'Institut de Tecnologia de Massachusetts (MIT), on se'ls va permetre l'ús lúdic d'aquests vídeojocs per a desenvolupar programes per a l'equip experimental TX-0.
Aquests jocs interactius gràfics van ser creats per una comunitat de programadors, la majoria del Club Tech Model Railroad (TMRC) dirigit per Alan Kotok, Peter Samson, i Bob Saunders. Cal destacar jocs com Tic-Tac-Toe (un tres en ratlla contra l'ordinador) o el ratolí en el laberint, que utilitza un llapis òptic per crear un laberint de parets per a un ratolí virtual.
El projecte spacewar! va néixer durant la tardor del 1961, quan estudiants de la Universitat havien estat fent una pluja d'idees per crear programes que demostressin les capacitats del nou ordinador d'una manera convincent. Tres empleats de la Universitat, Steve Russell, empleat de la Universitat Harvard i ex assistent d'investigació al MIT; Martin Graetz, un assistent d'investigació i ex estudiant de MIT; i Wayne Wiitanen, assistent d'investigació a la Universitat Harvard i exempleat i estudiant de MIT, van tenir la idea de fer un vídeojoc sobre una guerra espacial.
El programa fou escrit per a l'ordinador DEC PDP-1 que s'acabava d'instal·lar al MIT. Després de la seva creació, Spacewar fou ampliat per altres estudiants i empleats d'universitats properes, entre ells Dan Edwards i Peter Samson. El joc va estendre's a la majoria dels pocs ordinadors PDP-1 que hi havia instal·lats en aquell moment en institucions principalment acadèmiques, convertint així Spacewar en el primer videojoc que permetia ser jugat en múltiples ordinadors.

Captura de pantalla del joc Spacewar!

## Funcionament del joc[3]
El joc inclou dues naus espacials, the needle (l'agulla) i the wedge (la falca), controlades per dos jugadors humans.
Cada nau ha d'intentar destruir la nau de l'altre contrincant sense ser colpejada per la força gravitatòria de les estrelles o per cap dels míssils que pot disparar-li la nau contrincant. Cada nau té un combustible limitat per maniobrar i un nombre limitat de míssils per disparar. Cada nau és destruïda quan impacta amb un dels míssils o amb les estrelles. Un dels objectius principals dels jugadors participants és intentar enderrocar el seu contrincant a la vegada que evita col·lisions entrants per part del jugador contrari o l'estrella. No obstant això, maniobrar a prop de l'última pot proporcionar assistència gravitatòria i, en conseqüència, aquest fet proporciona un augment de la velocitat, comptant amb el risc que es produeixi un xoc amb la mateixa estrella. Tanmateix, si una nau arriba a la vora de la pantalla, aquesta reapareix al marge oposat, mantenint la velocitat i la trajectòria.
Una de les altres accions que pot fer la nau és moure’s per l'hiperespai per tal d'evitar l'impacte amb els míssils, cosa que fa que la nau es mogui a una nova ubicació a l'atzar de la pantalla. Això s'aconsegueix prement el “botó del pànic”, que rep aquest nom, ja que quan fas moure la teva nau d'un lloc a l'altre, augmenten les possibilitats de la nau per explotar. Si una nau es mou més enllà d'una vora de la pantalla, reapareix a l'altra banda de la pantalla de l'ordinador.
Cada jugador tenia quatre botons en el seu panell de l'ordinador PDP-1, però per tal de facilitar-ne el funcionament i reduir-ne la dificultat, Alan Kotok i Bob Saunders van construir un comandament per tal de poder controlar el joc i jugar-hi a distància. Els comandaments tenien un interruptor per girar cap a l'esquerra o cap a la dreta, un altre per dirigir-te cap endavant o cap a l'hiperespai, i un botó per dur a terme el llançament de míssils.

## Desenvolupament
A finals de 1961, durant una pluja d'idees per un programa pel PDP-1, Russell havia acabat de llegir la sèrie d'obres de ficció Lensman d'E. E. "Doc" Smith i va pensar que el seu argument podria esdevenir una bona base pel programa. "Els seus herois tenen una forta tendència a ser perseguits per malvats a través de la galàxia, i han d'inventar solucions per escapar-ne mentre són perseguits. Aquest tipus d'acció és el que va inspirar Spacewar!. Tenia moltes descripcions brillants sobre lluites entre naus espacials i maniobres aeroespacials." Altres influències citades pel seu company i programador Martin Graetz inclouen les novel·les Skylark, també d'E. E. Smith, i la ficció japonesa de les pel·lícules tokusatsu.
Els primers mesos després de la seva instal·lació, la comunitat programadora del PDP-1 al MIT es van concentrar en programes més simples per tal de resoldre com crear software per l'ordinador. Tot i així, la comunitat ja havia sentit parlar del concepte Spacewar, i va entendre que Russell iniciaria el seu desenvolupament. Quan els membres de la comunitat van començar a sentir que ja era hora de començar a treballar en el joc, Russell, a qui anomenaven "Tortuga" per la seva tendència a posposar les coses a fer, va començar a posar excuses i a inventar raons per les quals no podia començar a programar el joc. Una d'aquestes raons va ser la falta d'una rutina, una funció trigonomètrica que es necessitava per calcular les trajectòries de la nau espacial. Això va donar peu que Alan Kotok, de TMRC, cridés la DEC, que li contestaria que aquesta rutina ja la tenien escrita descobrint l'excusa de Russell, qui es veuria obligat a començar a treballar en el codi del joc a partir del desembre de 1961. El joc va ser desenvolupat sota tres preceptes que Russell, Graetz i Wiitanen havien establert per crear un programa que funcionés tant bé com a experiència d'entreteniment pels jugadors com pels espectadors: utilitzar tants recursos informàtics com els fos possible, fer-lo interessant de manera constant i, per tant, que cada partida fos diferent a l'anterior, i que fos entretingut i, d'aquesta manera, fos considerat un joc com a tal. Escriure la primera versió d'Spacewar! va suposar a Russell, conjuntament amb els altres programadors que l'assistien -com Bob Saunders i Steve Piner-, aproximadament 200 hores, i desenvolupar la base del joc va implicar unes sis setmanes.

## Llegat
Spacewar! va ser extremadament popular a la petita comunitat de programació dels 60 i va ser molt recreat a les minicomputadores i ordinadors centrals de l'època, abans de migrar a les microcomputadores pioneres dels 70. La propagació del joc va tenir lloc, sobretot, diversos anys després del seu desenvolupament original, sobretot després de 1967.
El joc també va inspirar de forma bastant directa els primers jocs de màquina recreativa, operats amb monedes. Concretament, al 1971 Tuck i Bill Pits van crear un prototip de recreativa anomenat Galaxy Game. Al voltant del mateix temps, un segon prototip de recreativa comercial va sorgir: Computer Space, desenvolupat per Nolan Bushnell i Ted Dabney.
El 12 de març de 2007, The New York Times va publicar que Spacewar! havia estat inclòs en una llista dels deu videojocs més importants de la història, per ser considerada a la Biblioteca del Congrés dels Estats Units, on va acabar sent acceptada i configurant les figures inicials d'un cànon de videojocs culturalment rellevants.